# نظریه اصل موضوعی مجموعه‌ها
نظریهٔ اصل موضوعی مجموعه‌ها تلاشی برای صوری کردن نظریه مجموعه‌ها به‌وسیلهٔ قرار دادن اصول موضوع به جای دیدگاه‌های شهودی درباره مجموعه‌ها است. این نظریه نقطهٔ مقابل نظریه طبیعی مجموعه‌ها یا همان نظریهٔ شهودی مجموعه‌ها است که در آن مجموعه‌ها به صورت شهودی و غیرصوری مورد بررسی قرار می‌گرفتند.

## نیاز به اصول موضوع
نظریهٔ مجموعه‌ها به‌وسیله گئورگ کانتور در سال ۱۸۷۳ ایجاد شد. این نظریه در ابتدا به صورت شهودی و غیرصوری گسترش یافت. سپس کشف پارادوکس‌هایی مانند پارادوکس بورالی-فورتی و پارادوکس راسل نشان داد نظریه طبیعی مجموعه‌ها، ناسازگار است. بنابراین لازم بود اصول موضوعی برای نظریه مجموعه‌ها تدوین شود که آن قدر قوی باشند تا نتایج مورد نیاز را اثبات کنند اما ضعیف‌تر از آن باشند که به نتایج متناقض برسند.
در نظریه طبیعی مجموعه‌ها، تصور می‌شد به ازای هر خاصیت می‌توان مجموعه‌ای داشت که اعضای آن همه اشیاءی باشند که دارای آن خاصیت‌اند. راسل نشان داد اگر این تصور صحیح باشد آن گاه باید مجموعه‌ای داشته باشیم از تمام مجموعه‌هایی که عضو خودشان نیستند. فرض کنید این مجموعه را R بنامیم. پرسش این است که آیا R عضو خودش هست یا نه. اگر باشد، عضو خودش است و بنابراین نباید عضو R باشد. اگر نباشد، عضو خودش نیست و بنابراین باید عضو R باشد. این پارادوکس نشان داد نظریه طبیعی مجموعه‌ها ناسازگار است و نیاز به تدوین اصول موضوع برای آن وجود دارد.

## تاریخچه و سیر تحولات
در این قسمت بیشتر به بررسی تاریخچهٔ نظریهٔ اصل موضوعی مجموعه‌ها پرداخته شده‌است. برای مطالعه بیشتر به نظریه مجموعه‌ها مراجعه کنید.
نظریه مجموعه‌ها در اواخر سال ۱۸۷۳، توسط گئورگ کانتور به وجود آمد و شروع به توسعه کرد. او در طی مقالات خود مجموعه‌ها را معرفی کرد و مفاهیمی چون اعداد اصلی، اعداد ترتیبی، اعداد ترامتناهی را معرفی کرد و آن‌ها را گسترش داد.
سال‌های ۱۸۹۵ تا ۱۸۹۷ سال‌های مهم و سرنوشت‌سازی برای کانتور و نظریهٔ مجموعه‌هایش به‌شمار می‌رود. گسترش نظریهٔ مجموعه‌های کانتور بر پایهٔ دید شهودی از مجموعه‌ها و بدور از هر گونه اصول موضوع تدوین‌شده بود و کارهای او بر روی نظریهٔ مجموعه‌ها ادامه داشت تا این‌که در سال ۱۸۹۷ اولین اشکال در نظریهٔ او کشف شد.
در سال ۱۸۹۷، اولین پارادکس نظریهٔ مجموعه‌ها توسط سزار بورالی-فورتی منتشر شد. پارادکس او به پارادوکس بورالی-فورتی (دقت کنید که بورالی-فورتی نام یک نفر است!) شهرت دارد. او نشان داد که در نظر گرفتن مجموعهٔ همه اعداد ترتیبی ما را به تناقض می‌رساند، و این در حالی بود که در نظریهٔ طبیعی مجموعه‌ها هیچ چیز مانع وجود چنین مجموعه‌ای نمی‌شد. این باور وجود دارد که کانتور خود از وجود این پارادکس پیش‌تر در سال ۱۸۸۵ باخبر بود و در مورد آن در ۱۸۸۶ با هیلبرت مکاتبه داشته‌است.
سال ۱۸۹۷ سالی مهم برای کانتور بود چرا که در آن سال اولین کنگرهٔ جهانی ریاضیات در زوریخ برگزار می‌شد و در آن کنفرانس، کارهای کانتور در اوج توجه بود و توسط بسیاری از ریاضیدانان همچون هارویتز و هادامارد مورد تحسین قرار گرفت.
در سال ۱۸۹۹ کانتور خود، دومین پارادکس را کشف کرد که از در نظر گرفتن مجموعه همه مجموعه‌ها نشأت می‌گرفت. اگر M را به عنوان مجموعهٔ همهٔ مجموعه‌ها در نظر بگیریم، طبیعی است این سؤال را مطح کنیم که عدد اصلی M چیست؟ به وضوح عدد اصلی این مجموعه باید بزرگ‌ترین عدد اصلی موجود باشد یا به عبارتی عدد اصلی هر مجموعه دیگر باید از M کوچک‌تر یا مساوی باشد اما از طرفی بنابر قضیه کانتور، عدد اصلی مجموعهٔ توانی M (مجموعه همه زیرمجموعه‌های M) اکیداً از عدد اصلی M بزرگ‌تر است و لذا به تناقض برمی‌خوریم. این پاردکس به پارادکس کانتور شهرت دارد.
وجود این تناقضات نشان می‌داد که مخالفت‌هایی که با کارهای کانتور تا آن زمان از سوی ریاضیدانانی چون لئوپارد کرونکر می‌شد، تا حدی معقول است.
آخرین پارادکس در بهار سال ۱۹۰۲ به‌وسیلهٔ برتراند راسل ارائه شد که به پارادکس راسل معروف است. او این پارادکس را هنگامی که بر روی برهان قضیه کانتور مطالعه می‌کرد به دست آورد.
پارادکس راسل مهم‌ترین پارادکس نظریه طبیعی مجموعه‌ها به‌شمار می‌رود. البته لازم است ذکر شود که برخی معتقدند که این پارادکس به صورت جداگانه توسط ارنست تسرملو نیز پیدا شده‌است.
راسل این پارادکس را طی نامه‌ای با فرگه که در حال تکمیل مقالهٔ خود در زمینهٔ مبانی حساب بود، در میان گذاشت. به گفتهٔ فرگه، پارادکس راسل همه ریاضیات را از پایه خراب کرد.
از طرفی نظریهٔ مجموعه‌ها در حال تأثیرگذاری بروی سایر بخش‌های ریاضیات بود. لبگ در سال ۱۹۰۱ اندازه و در سال ۱۹۰۲ انتگرال لبگ را به‌وسیلهٔ مفاهیم نظریهٔ مجموعه‌ها تعریف کرد. واقعیت این بود که آنالیز به نظریهٔ مجموعه‌های کانتور نیاز داشت و نمی‌توانست خود را به مدل شهودگرایانه ریاضیات که اساس کار ریاضیدانانی چون کرونکر را تشکیل می‌داد محدود کند. در حقیقت در آن زمان نظریهٔ مجموعه‌ها به عنوان اساس ریاضیات در نظر گرفته شده‌بود و همهٔ مفاهیم ریاضی بر پایهٔ مجموعه تعریف می‌شدند (که البته اکنون نیز چنین است).
به این ترتیب، ریاضیدانان سعی کردند با حفظ ویژگی‌های اصلی مجموعه‌ها، نظریهٔ مجموعه‌ها را به گونه‌ای پایه‌ریزی کنند تا به دور از پارادکس‌ها باشد. آن‌ها به دنبال دستگاه اصل موضوعی سازگاری بودند که بتواند اساس محکمی برای ریاضیات باشد. دستگاهی که بتوان مفاهیم ریاضی را بر پایه آن تعریف کرد.
راسل و آلفرد نورث وایتهد در تلاش برای رفع مشکلات، نظریهٔ گونه‌ها را مطرح کردند که البته چندان رضایت‌بخش نبود.
در سال ۱۹۰۸، ارنست تسرملو اولین تلاش‌ها را برای ارائهٔ اصول موضوعی نظریهٔ مجموعه‌ها انجام داد و حاصل کار نظریه مجموعه‌های تسرملو بود.
افکار او به‌وسیلهٔ آدولف فرانکیل و تورالف اسکولم مورد تصحیح قرار گرفت و به این ترتیب نظریه مجموعه‌های تسرملو-فرانکیل یا به اختصار ZF به‌وجود آمد. کمی بعد تسرملو اصل موضوعی با نام اصل موضوع انتخاب را به اصول موضوعی موضوع خود اضافه کرد و از آن برای اثبات قضیه خوشترتیبی استفاده کرد. ZF را به همراه اصل موضوع انتخاب ZFC می‌نامند.
علت این‌که این اصل موضوع را به عنوان عضوی الحاقی به ZF اضافه می‌کنند این است که استفاده از این اصل موضوع در زمان خود و حتی تاکنون مورد بحث است.
هم‌زمان با تسرملو و فرانکیل، ریاضیدانانی چون جان فون نیومن، کورت گورل و پل برنیز نیز بر روی تنظیم دستگاه اصل موضوعی برای نظریهٔ مجموعه‌ها کار می‌کردند. کارهای آن‌ها موجب پیدایش نظریه مجموعه‌های فون نیومن-برنیز-گودل شد که در حقیقت با معرفی مفهوم جدیدی به نام کلاس به بررسی نظریهٔ مجموعه‌ها پرداختند.
البته علاوه بر این‌ها نظریه‌های دیگری نیز همچون نظریه مجموعه‌های مورس-کِلِی و مبانی جدید نیز پا به عرضه ظهور گذاشتند.

## اصول موضوع نظریهٔ مجموعه‌های تسرملو-فرنکل-انتخاب (ZFC)
همان‌طور که ذکر شد در سال ۱۹۰۸، ارنست تسرملو یک دستگاهی از اصول موضوع را برای نظریهٔ مجموعه‌ها پایه‌گذاری کرد که با تصحیح کارهای او به‌وسیلهٔ آدولف فرانکیل و تورالف اسکولم، نظریهٔ مجموعه‌های تسرملو-فرنکیل یا ZF به‌وجود آمد. کمی بعد تسرملو اصل موضوع جنجال‌برانگیزی به عنوان اصل موضوع انتخاب را به اصول موضوعی ZF اضافه کرد و سیستم اصل موضوع ZFC را پدیدآورد. بسیاری از ریاضیدانان به اصل موضوع انتخاب با دید تردید نگاه می‌کردند و بحث‌های زیادی بر سر قرار دادن آن در میان اصول موضوعی نظریهٔ مجموعه‌ها انجام شده‌است اما به هر حال تسرملو از این اصل موضوع برای اثبات قضیه‌ای حیرت‌انگیز، یعنی قضیهٔ خوشترتیبی که با اصل انتخاب هم ارز است، استفاده کرد.
نکته مهمی که باید در ZFC یادآور شد این است که در آن همهٔ اشیای مورد بحث مجموعه هستند و در حقیقت برای مقاصد ریاضی، به‌جز مجموعه‌ها به بررسی اشیا دیگری نیاز نداریم.
ده اصل موضوع ZFC در این قسمت لیست شده‌است. البته تمامی آن‌ها در اصل به زبان ریاضی بیان شده‌اند و ما در این‌جا تفسیر هر اصل موضوع را بیان می‌کنیم.
- اصل موضوع گسترش: دو مجموعه با هم برابرند اگر و فقط اگر اعضایشان یکسان باشد.
- اصل موضوع مجموعهٔ تهی: مجموعه‌ای وجود دارد که دارای هیچ عضوی نیست.
- اصول موضوعی تصریح: به ازای هر مجموعهٔ A و گزاره‌نمای (P(x، زیرمجموعه‌ای از A وجود دارد که دقیقاً شامل عناصری از A است که در (P(x صدق می‌کنند.
- اصل موضوع زوج‌سازی: اگر A و B دو مجموعه باشند، مجموعه‌ای چون C شامل دو مجوعهٔ A و B وجود دارد، یا به بیانی دیگر {A,B} نیز یک مجموعه‌است.
- اصل موضوع اجتماع: برای هر دستهٔ دلخواه از مجموعه‌ها، مجموعه‌ای وجود دارد که شامل عناصری است که به حداقل یکی از مجموعه‌های دسته مفروض تعلق دارند.
- اصل موضوع مجموعهٔ توانی: اگر A یک مجموعه باشد، مجموعه‌ای شامل همهٔ زیرمجموعه‌های مجموعهٔ A وجود دارد.
- اصل موضوع بسامانی (بنیاد):هر مجموعه عضوی دارد که از آن مجموعه جدا است. یعنی هر مجموعه دارای عضوی است که اشتراکش با خود آن مجموعه تهی است.
- اصل موضوع بینهایت: مجموعه‌ای چون A وجود دارد که شامل مجموعهٔ تهی است و اگر x∈A آنگاه xU{x}∈A.
- اصل موضوع انتخاب:(این اصل موضوع صورت‌های متفاوتی دارد که یکی از ساده‌ترین آن‌ها در این‌جا عنوان شده‌است)اگر S دسته‌ای از مجموعه‌های دو به دو جدا از هم باشد، مجموعه‌ای چون R وجود دارد که اشتراکش با هر یک از اعضای S مجموعه‌ای تک‌عضوی است.
- اصل موضوع جایگزینی:اگر (S(x,y گزاره‌نمایی باشد که به‌وسیلهٔ آن بتوان برای هر x∈A، مجموعهٔ {(y:S(x,y} را تشکیل داد، آنگاه تابع F با دامنهٔ A وجود دارد که {(F(x)={y:s(x,y برای هر x∈A.

از میان این اصول موضوع، اصل موضوع انتخاب حتی تاکنون مورد بحث است. از سایر نظریه‌های اصل موضوعی مجموعه‌ها، می‌توان نظریهٔ مجموعه‌های فون نیومن-برنه-گودل(NBG)، نظریهٔ مجموعه‌های مورس-کِلِی، نظریهٔ مجموعه‌های کریپک-پلاتک(KP) را نام برد. این نظریه‌ها همگی به نوعی با ZFC رابطه دارند.
از نظریه‌های مستقل از نظریه ZFC می‌توان از مبانی جدید و نظریهٔ مجموعه‌های مطلق نام برد.

## سازگاری و عدم وابستگی در ZFC
حال که اصول موضوعیی برای نظریهٔ مجموعه‌ها پایه‌گذاری شده‌است، ممکن است این سؤال پیش بیاید که آیا این اصول موضوع دستگاه اصل موضوعی سازگاری را تشکیل می‌دهد؟
یک دستگاه اصل موضوعی را سازگار می‌گوییم اگر در آن تناقض موجود نباشد. دستگاه اصل موضوعی ناسازگار که دارای تناقض باشد، قطعاً برای کار مناسب نخواهد بود چرا که از یک تناقض(گزاره همواره نادرست) هر نتیجه‌ای قابل برداشت است.
چگونه می‌توان مطمئن بود در دستگاه اصل موضوعی ارائه‌شده هیچ تناقضی رخ نمی‌دهد؟ تاکنون هیچ تناقضی کشف نشده‌است ولی از کجا می‌توان فهمید که هیچ تناقضی از نظر پنهان نمانده‌است؟
پاسخ این سؤال متأسفانه این است که ما نمی‌توانیم مطمئن باشیم. برای کنکاش در مورد علت این مطلب باید به دوران ریاضیدان بزرگ قرن بیستم دیوید هیلبرت بازگردیم. هیلبرت قصد داشت ثابت کند که اصول موضوعی نظریهٔ مجموعه‌ها سازگار است. اثبات این مطلب برای برخی از دستگاه‌های اصل موضوعی ساده است. در برخی از دستگاه‌ها می‌توان با یافتن مدلی که این اصول موضوع را ارضا کند نشان داد که این اصول موضوع سازگار هستند و غالباً همه در استفاده از الگویی متناهی توافق دارند ولی این کار در مورد نظریهٔ مجموعه‌ها امکان‌پذیر نمی‌باشد چرا که وجود اصل موضوعی چون اصل موضوع بینهایت مانع از در نظر گرفتن چنین مدلی می‌شود.
ایدهٔ هیلبرت این بود که می‌توان از چیزی با قید کمتر هم استفاده کرد. وی آن چیز را یک فرایند تصمیمی خواند. این به اصطلاح یک برنامهٔ کامپیوتری متناهی است که وقتی با فرمولی از نظریهٔ مجموعه‌ها تغذیه می‌شود فرایندی را به‌کار می‌برد و تصمیم می‌گیرد که آن فرمول صادق است یا نه؟ اگر بتوان چنین برنامه‌ای پیدا کرد مؤثر واقع خواهد شد.
اما کورت گودل با اثبات دو قضیه همهٔ امیدها را بر باد داد. قضیه اول او نشان داد که در نظریهٔ مجموعه‌ها قضایایی وجود دارد که به‌وسیلهٔ اصول موضوعی نظریهٔ مجموعه‌ها نه اثباتی برای آن‌ها وجود دارد و نه تکذیبی. به عنوان مثال فرضیه پیوستار چنین وضعیتی دارد. در زیر فهرست بیشتری از این مسائل را می‌بینید:
- پنداشت پیوستار
- پنداشت سوسلین
- اصل موضوع الماس
- اصول موضوعی مارتین
- پنداشت کورپا
- اصل موضوع برساخت پذیری

همچنین برخی از اصول موضوعی نظریهٔ مجموعه‌ها مانند اصل موضوع انتخاب، مستقل از سایر اصول موضوع هستند(برای مطالعه بیشتر در این زمینه به اصل موضوع انتخاب مراجعه کنید). این به این معنی است که وضعیتی شبیه اصل موضوع توازی اقلیدس دارند، می‌توان آن‌ها را درست و نادرست دانست و در هر حال دستگاهی سازگار از اصول موضوع را بدست می‌آوریم و به‌علاوه به‌وسیلهٔ سایر اصول موضوع نیز قابل استنتاج نیستند.
قضیهٔ دوم گودل نشان داد که حتی اگر نظریهٔ مجموعه‌ها سازگار باشد، هیچ فرایند تصمیمی نظیر آنچه هیلبرت تصور می‌کرد وجود ندارد که سازگاری آن را اثبات کند.
اما آیا این به این معنی است که جستجو برای یک منطق دقیق‌تر در ریاضیات عبث است؟ اگر قرار باشد سرانجام کار کل مطلب در هوا معلق بماند به نظر تلاش برای تغییر آن به زحمتش نمی‌ارزد. قطعاً این نتیجه‌ای نیست که باید اتخاذ شود. بدون جستجو برای این دقت در ریاضیات قضایای گودل هم حاصل نمی‌شدند. این قضایا اجزای لاینفکی را از اصول موضوع نشان می‌دهند. آن‌ها روش اصل موضوعی را باطل جلوه نمی‌دهند، برعکس روش اصل موضوعی چارچوب مناسبی برای کل ریاضیات است، این قضایا نشان می‌دهند که هیچ چیز بی‌نقض نیست و همواره محدودیت‌هایی وجود خواهند داشت و ما فقط می‌توانیم در جهت بهبود آن‌ها تلاش کنیم.

## نظریهٔ مجموعه‌ها(ZFC) به عنوان مبانی ریاضیات
همان‌طور که گفته شد با گسترش نظریهٔ مجموعه‌ها و به‌ویژه اصل موضوعی شدن آن، این نظریه به عنوان اساس ریاضیات قرار گرفت و همهٔ مفاهیم ریاضی چون اعداد، نظریهٔ ترتیب، رابطه، توابع و سایر مفاهیم یا مستقیماً به‌وسیله مجموعه‌ها تعریف شدند یا بر پایهٔ مفاهیم به‌دست آمده از آن‌ها.
به عنوان نمونه می‌توان به نحوهٔ تعریف زوج مرتب به‌وسیلهٔ مجموعه‌ها، ساختن اعداد طبیعی به‌وسیلهٔ اصول موضوع اصول موضوعی پیانو و نیز ساختن سایر اعداد اشاره کرد. سپس روابط بین دو مجموعه به عنوان مجموعه‌هایی از زوج‌های مرتب تعریف می‌شوند و ترتیب و تابع نوع خاصی از این روابط است.
به این ترتیب نظریهٔ مجموعه‌ها به زبان ریاضیات تبدیل شد که همهٔ تعریف‌ها به آن بازمی‌گردد.